# Округ Вер (Џорџија)
Вер (енгл. Ware County) је округ у америчкој савезној држави Џорџија.

## Демографија
По попису из 2010. године број становника је 36.312, што је 829 (2,3%) становника више него 2000. године.
| Група             | 2000.          | 2010.          |
| Белци             | 24.434 (68,9%) | 23.583 (64,9%) |
| Афроамериканци    | 9.939 (28,0%)  | 10.721 (29,5%) |
| Азијати           | 172 (0,5%)     | 279 (0,8%)     |
| Хиспаноамериканци | 688 (1,9%)     | 1.207 (3,3%)   |
| Укупно            | 35.483         | 36.312         |